# Championnat du Tadjikistan de football 2018
Navigation
Saison précédente Saison suivante
La saison 2018 du Championnat du Tadjikistan de football est la 27e édition de la première division au Tadjikistan. La compétition regroupe huit clubs, qui s'affrontent trois fois, à domicile et à l'extérieur. À l'issue de la saison, le dernier est relégué tandis que l'avant-dernier doit disputer un barrage de promotion-relégation face au vice-champion de deuxième division.
C'est Istiqlol Douchanbé, quadruple tenant du titre, qui remporte à nouveau la compétition cette saison après avoir terminé en tête. C'est le septième titre de champion du Tadjikistan de l'histoire du club, qui réalise le doublé en remportant la Coupe du Tadjikistan.

## Les clubs participants
- Istiqlol Douchanbé
- Regar-TadAZ Tursunzoda
- FK Khodjent
- FK Khatlon Bokhtar
- Köktosh Rödaki - Promu de D2
- Barki Tadjik Douchanbé
- SSKA Pamir Douchanbé
- Pandzhsher Balkh

- le club de Vakhsh Qurghonteppa est renommé FK Khatlon Bokhtar la ville de Qurghonteppa ayant été renommée Bokhtar[1].

## Compétition
Le barème de points servant à établir le classement se décompose ainsi :
- Victoire : 3 points
- Match nul : 1 point
- Défaite : 0 point

### Classement
| Rang | Équipe                 | Pts | J  | G  | N | P  | Bp | Bc | Diff |
| ---- | ---------------------- | --- | -- | -- | - | -- | -- | -- | ---- |
| 1    | Istiqlol DouchanbéT C  | 51  | 21 | 16 | 3 | 2  | 36 | 16 | +20  |
| 2    | FK Khodjent            | 46  | 21 | 14 | 4 | 3  | 42 | 20 | +22  |
| 3    | Köktosh Rödaki P       | 30  | 21 | 9  | 3 | 9  | 31 | 32 | -1   |
| 4    | Regar-TadAZ Tursunzoda | 28  | 21 | 8  | 4 | 9  | 27 | 26 | +1   |
| 5    | FK Khatlon Bokhtar     | 25  | 21 | 7  | 4 | 10 | 27 | 29 | -2   |
| 6    | SSKA Pamir Douchanbé   | 24  | 21 | 5  | 9 | 7  | 24 | 33 | -9   |
| 7    | Pandzhsher Balkh       | 18  | 21 | 4  | 6 | 11 | 16 | 29 | -13  |
| 8    | Barki Tadjik Douchanbé | 13  | 21 | 4  | 1 | 16 | 16 | 34 | -18  |

|  | Qualification pour la Coupe de l'AFC 2019                                              |
|  | Participation au barrage de promotion-relégation                                       |
|  | Relégation directe en deuxième division                                                |
|  | T : Tenant du titre C : Vainqueur de la Coupe du Tadjikistan P : Promu de Pervaya Liga |

#### Barrage de promotion-relégation
L'avant-dernier de première division, Pandzhsher Balkh, affronte le vice-champion de deuxième division, Eskhata, pour déterminer l'équipe participant au championnat la saison prochaine. Le barrage prend la forme d'une confrontation en matchs aller-retour.
Match aller le 18 novembre 2018 et match retour le 22 novembre 2018 :
| Équipe 1     | Résultat | Équipe 2         | Aller | Retour |
| ------------ | -------- | ---------------- | ----- | ------ |
| Eskhata (D2) | 4-11     | Pandzhsher Balkh | 2-6   | 2-5    |

- Pandzhsher Balkh se maintient en première division.

## Bilan de la saison
| Championnat du Tadjikistan de football 2018 |                               |
| Champion                                    | Istiqlol Douchanbé (7e titre) |
| Coupes et trophées                          |                               |
| Vainqueur de la Coupe du Tadjikistan 2018   | Istiqlol Douchanbé            |
| Qualifications continentales                |                               |
| Coupe de l'AFC 2019                         | Istiqlol Douchanbé            |
| Coupe de l'AFC 2019                         | FK Khodjent                   |
| Promotions et relégations                   |                               |
| Promus en Ligai Millii                      | Istaravshan                   |
| Relégués en Pervaya Liga                    | Barki Tadjik Douchanbé        |